# Turistická značená trasa 4290
 Turistická značená trasa 4290 je 17,5 kilometrů dlouhá zeleně značená turistická trasa Klubu českých turistů spojující Přelouč a Lázně Bohdaneč. Převažujícím směrem je směr severovýchodní. Nosným tématem trasy je především zdejší rybniční soustava.

## Popis trasy
Počátek trasy se nachází u přeloučského nádraží, kde plynule navazuje na rovněž zeleně značenou trasu 4289 přicházející sem od Pardubic. Z počátku vede ve velmi krátkém souběhu s červeně značenou trasou 0434, která má počátek na stejném místě a vede přes centrum Přelouče do Kladrub nad Labem. Po rozchodu s ní trasa 4290 podchází západně od nádraží železniční trať Kolín - Česká Třebová a společně se silnicí II/333 Přelouč – Hradec Králové překonává Labe. Poté vede východním směrem po silnici Přelouč – Mělice do vsi Lohenice. Zde se stáčí k severu a vede po polních cestách k rybníku Buňkov, který po západní hrázi obchází. Mezi obcí Břehy a její místní částí Výrov opět přechází silnici II/333 a s ní souběžný Opatovický kanál. Za ním se nachází rozcestí se žlutě značenou okružní trasou 7259. Trasa 4290 se stáčí k východu a vede po pěšinách lesem. Kříží odbočku Opatovického kanálu Sopřečský kanál a dvojici silnic. Poté se stáčí k severu a z lesa vychází u obce Přelovice. Poté sleduje východním směrem vedenou silnici Přelovice – Lázně Bohdaneč, přičemž se severně kolem rybníků Rozhrna a Skříň vyhýbá na ní ležící obci Neratov. V okolí Lázní Bohdaneč trasa křižuje nebo vede v souběhu s trojicí naučných stezek:
- Pernštejnskými rybníky
- Bohdanečský rybník
- Gočárův okruh

Trasa 4290 pokračuje za Lázněmi Bohdaneč východním směrem na okraj průmyslového areálu Synthesia, kde končí na rozcestí s modře značenou trasou 1902. Tato je výchozí na náměstí v Lázních Bohdaneč a na zmíněné rozcestí vede variantní jižněji položenou trasou. Umožňuje pokračování směr nádraží Stéblová a dále na Kunětickou horu.

## Turistické zajímavosti na trase
- Malá vodní elektrárna Přelouč
- Říční jezero Staré Labe u Lohenic
- Lohenické jezero
- Rybník Buňkov
- Opatovický kanál
- Sopřečský kanál
- Rybník Rozhrna
- Rybník Skříň
- Rybníky Nadymače
- Kostel svaté Maří Magdalény v Lázních Bohdaneč